# Secteur pavé de Haussy

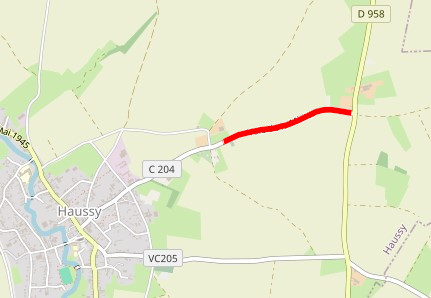
Pavé de Haussy

Le secteur pavé de Haussy, également dénommé parfois Solesmes à Haussy, est un secteur pavé de la course cycliste Paris-Roubaix situé dans la commune de Haussy avec une difficulté actuellement classée deux étoiles.

## Paris-Roubaix
Après une absence après l'édition 2004, il revient dix ans plus tard en 2014. Il devait de nouveau être emprunté pour l'édition 2020, annulée finalement, et refait son apparition en 2021.

### Caractéristiques
Lors de son passage en 2021, ses caractéristiques sont les suivantes :
- Longueur : 800 m
- Difficulté : 2 étoiles
- Secteur n°26 (avant l'arrivée)